# Método de Descartes (ecuación de cuarto grado)
El método de Descartes es un método introducido en 1637 por el matemático francés René Descartes en su obra "La Géométrie", para la resolución de la ecuación de cuarto grado que, a diferencia con el método de Ferrari, trata de factorizar la ecuación cuártica reducida en dos polinomios cuadráticos con tal de llegar a las soluciones de la ecuación original.

## Estrategia general[1][2]
Sea la ecuación de cuarto grado
{\displaystyle ax^{4}+bx^{3}+cx^{2}+dx+e=0},
se tiene que reducir a su forma reducida, haciendo una transformación de Tschirnhaus, por tanto esto resulta en lo siguiente: 
{\displaystyle w^{4}+rw^{2}+sw+t=0\,},
donde
{\displaystyle r={\frac {c}{a}}-{\frac {3b^{2}}{8a^{2}}}={\frac {8ac-3b^{2}}{8a^{2}}}}
{\displaystyle s={\frac {d}{a}}-{\frac {bc}{2a^{2}}}+{\frac {b^{3}}{8a^{3}}}={\frac {b^{3}-4abc+8a^{2}d}{8a^{3}}}}
{\displaystyle t={\frac {e}{a}}-{\frac {bd}{4a^{2}}}+{\frac {b^{2}c}{16a^{3}}}-{\frac {3b^{4}}{256a^{4}}}={\frac {256a^{3}e-64a^{2}bd+16ab^{2}c-3b^{4}}{256a^{4}}}}
Dicha ecuación de cuarto grado se factoriza en dos polinomios cuadráticos:
{\displaystyle (w^{2}+\alpha w+\beta )(w^{2}-\alpha w+\gamma )=0\,}
Al efectuar el producto y relacionarlo con la ecuación cuártica reducida, obtenemos el siguiente sistema de ecuaciones:
{\displaystyle {\begin{cases}\beta +\gamma -\alpha ^{2}=r\\\alpha (\gamma -\beta )=s\\\beta \gamma =t\end{cases}}}
En este sistema, después de varias operaciones, obtenemos una ecuación que aparentemente es de sexto grado:
{\displaystyle \alpha ^{6}+2r\alpha ^{4}+(r^{2}-4t)\alpha ^{2}-s^{2}=0},
que en términos de {\displaystyle \alpha ^{2}} es una ecuación cúbica, por tanto sustituimos {\displaystyle \alpha ^{2}} por {\displaystyle y}.
{\displaystyle \alpha ^{2}=y\rightarrow y^{3}+2ry^{2}+(r^{2}-4t)y-s^{2}=0},
que puede ser resuelta por el método de Cardano (en caso de que la ecuación tuviere dos o tres raíces reales, se toma la primera raíz como primera prioridad), donde {\displaystyle y} debe ser una raíz real positiva de la ecuación cúbica resolvente.
Luego de hacer cálculos posteriores, obtenemos las cuatro soluciones de la ecuación original:
{\displaystyle x_{1}={\frac {{\sqrt {y}}+{\sqrt {-y-2r-{\frac {2s}{\sqrt {y}}}}}}{2}}-{\frac {b}{4a}}}
{\displaystyle x_{2}={\frac {{\sqrt {y}}-{\sqrt {-y-2r-{\frac {2s}{\sqrt {y}}}}}}{2}}-{\frac {b}{4a}}}
{\displaystyle x_{3}={\frac {-{\sqrt {y}}+{\sqrt {-y-2r+{\frac {2s}{\sqrt {y}}}}}}{2}}-{\frac {b}{4a}}}
{\displaystyle x_{4}={\frac {-{\sqrt {y}}-{\sqrt {-y-2r+{\frac {2s}{\sqrt {y}}}}}}{2}}-{\frac {b}{4a}}}
| Demostración del método de Descartes |
| Dada la ecuación cuártica {\displaystyle ax^{4}+bx^{3}+cx^{2}+dx+e=0} Dividimos la ecuación inicial por la componente cuártica, obtenemos: {\displaystyle x^{4}+{\frac {b}{a}}x^{3}+{\frac {c}{a}}x^{2}+{\frac {d}{a}}x+{\frac {e}{a}}=0\,} Procedemos a sustituir {\displaystyle x=w-{\frac {b}{4a}}\,} para eliminar el término cúbico: {\displaystyle \left(w-{\frac {b}{4a}}\right)^{4}+{\frac {b}{a}}\left(w-{\frac {b}{4a}}\right)^{3}+{\frac {c}{a}}\left(w-{\frac {b}{4a}}\right)^{2}+{\frac {d}{a}}\left(w-{\frac {b}{4a}}\right)+{\frac {e}{a}}=0}, donde {\displaystyle \left(w-{\frac {b}{4a}}\right)^{4}=w^{4}-{\frac {bw^{3}}{a}}+{\frac {3b^{2}w^{2}}{8a^{2}}}-{\frac {b^{3}w}{16a^{3}}}+{\frac {b^{4}}{256a^{4}}}} {\displaystyle {\frac {b}{a}}\left(w-{\frac {b}{4a}}\right)^{3}={\frac {bw^{3}}{a}}-{\frac {3b^{2}w^{2}}{4a^{2}}}+{\frac {3bw^{3}}{16a^{3}}}-{\frac {b^{4}}{64a^{4}}}} {\displaystyle {\frac {c}{a}}\left(w-{\frac {b}{4a}}\right)^{2}={\frac {cw^{2}}{a}}-{\frac {bcw}{2a^{2}}}+{\frac {b^{2}c}{16a^{3}}}} {\displaystyle {\frac {d}{a}}\left(w-{\frac {b}{4a}}\right)={\frac {dw}{a}}-{\frac {bd}{4a^{2}}}} En efecto, al desarrollar la suma algebraica de los resultados de los productos presentes, el término {\displaystyle -{\frac {b}{a}}w^{3}\,} está compensado igualmente por {\displaystyle {\frac {b}{a}}w^{3}\,}, por lo que se cancelará el término {\displaystyle w^{3}\,}. Por tanto, el resultado de esta suma algebraica es: {\displaystyle w^{4}+{\frac {cw^{2}}{a}}-{\frac {3b^{2}w^{2}}{8a^{2}}}+{\frac {2b^{3}w}{16a^{3}}}-{\frac {bcw}{2a^{2}}}+{\frac {dw}{a}}+{\frac {e}{a}}-{\frac {bd}{4a^{2}}}+{\frac {b^{2}c}{16a^{3}}}-{\frac {3b^{4}}{256a^{4}}}=0} Indicamos factor común en los términos con {\displaystyle w}: {\displaystyle w^{4}+\left({\frac {c}{a}}-{\frac {3b^{2}}{8a^{2}}}\right)w^{2}+\left({\frac {d}{a}}-{\frac {bc}{2a^{2}}}+{\frac {b^{3}}{8a^{3}}}\right)w+\left({\frac {e}{a}}-{\frac {bd}{4a^{2}}}+{\frac {b^{2}c}{16a^{3}}}-{\frac {3b^{4}}{256a^{4}}}\right)=0} Entonces, de acuerdo a las definiciones recién introducidas, escribiremos la expresión simplemente como {\displaystyle w^{4}+rw^{2}+sw+t=0\,} donde dicha expresión es la ecuación cuártica reducida, cuyas componentes se dan por: {\displaystyle r={\frac {c}{a}}-{\frac {3b^{2}}{8a^{2}}}={\frac {8ac-3b^{2}}{8a^{2}}}} {\displaystyle s={\frac {d}{a}}-{\frac {bc}{2a^{2}}}+{\frac {b^{3}}{8a^{3}}}={\frac {b^{3}-4abc+8a^{2}d}{8a^{3}}}} {\displaystyle t={\frac {e}{a}}-{\frac {bd}{4a^{2}}}+{\frac {b^{2}c}{16a^{3}}}-{\frac {3b^{4}}{256a^{4}}}={\frac {256a^{3}e-64a^{2}bd+16ab^{2}c-3b^{4}}{256a^{4}}}} En este momento, la idea importante es factorizar lo anterior en {\displaystyle (w^{2}+\alpha w+\beta )(w^{2}-\alpha w+\gamma )=0\,}, acción que es posible ya que no está presente el término cúbico en el polinomio, y que al desarrollar la multiplicación distributivamente viene dado de forma explícita por lo siguiente: {\displaystyle w^{4}+(\beta +\gamma -\alpha ^{2})w^{2}+[\alpha (\gamma -\beta )]w+\beta \gamma \,=0}. Al identificar lo anterior con los términos {\displaystyle r}, {\displaystyle s} y {\displaystyle t}, obtenemos las siguientes relaciones: {\displaystyle \beta +\gamma -\alpha ^{2}=r\,}, {\displaystyle \alpha (\gamma -\beta )=s\,}, {\displaystyle \beta \gamma =t\,}. Si queremos encontrar el valor de {\displaystyle \alpha } primeramente, consideremos las relaciones expuestas como un sistema de ecuaciones de tres incógnitas: {\displaystyle {\begin{cases}\beta +\gamma -\alpha ^{2}=r\\\alpha (\gamma -\beta )=s\\\beta \gamma =t\end{cases}}} Pasamos {\displaystyle \alpha ^{2}} al miembro derecho de la primera ecuación, obtenemos: {\displaystyle \beta +\gamma =r+\alpha ^{2}} Pasamos {\displaystyle \alpha } al miembro derecho de la segunda ecuación, obtenemos: {\displaystyle \gamma -\beta ={\frac {s}{\alpha }}} Con los resultados obtenidos, formamos un nuevo sistema. {\displaystyle {\begin{cases}\beta +\gamma =r+\alpha ^{2}\\\gamma -\beta ={\frac {s}{\alpha }}\end{cases}}} Sumamos y restamos las dos ecuaciones del nuevo sistema, y juntamos los resultados en otro nuevo sistema: {\displaystyle {\begin{cases}2\beta =r+\alpha ^{2}-{\frac {s}{\alpha }}\\2\gamma =r+\alpha ^{2}+{\frac {s}{\alpha }}\end{cases}}} Multiplicamos las ecuaciones del sistema reciente, obtenemos: {\displaystyle 4\beta \gamma =\alpha ^{4}+2r\alpha ^{2}+r^{2}-{\frac {s^{2}}{\alpha ^{2}}}} Nos damos cuenta de que existe {\displaystyle \beta \gamma }, por tanto lo reemplazamos por {\displaystyle t}: {\displaystyle 4t=\alpha ^{4}+2r\alpha ^{2}+r^{2}-{\frac {s^{2}}{\alpha ^{2}}}} Pasamos {\displaystyle 4t} al otro miembro de la igualdad con signo opuesto, esto da: {\displaystyle \alpha ^{4}+2r\alpha ^{2}+r^{2}-{\frac {s^{2}}{\alpha ^{2}}}-4t=0} Como hay un término fraccionario, procuramos multiplicar la ecuación por {\displaystyle \alpha ^{2}}: {\displaystyle \alpha ^{6}+2r\alpha ^{4}+r^{2}\alpha ^{2}-s^{2}-4t\alpha ^{2}=0} Por último, indicamos factor común en {\displaystyle r^{2}\alpha ^{2}} y {\displaystyle 4t\alpha ^{2}}: {\displaystyle \alpha ^{6}+2r\alpha ^{4}+(r^{2}-4t)\alpha ^{2}-s^{2}=0} Hacemos la sustitución {\displaystyle \alpha ^{2}=y} (obteniendo una ecuación cúbica resolvente): {\displaystyle y^{3}+2ry^{2}+(r^{2}-4t)y-s^{2}=0\,} Entonces, sea {\displaystyle y} una raíz positiva de la ecuación cúbica resolvente, solucionamos para {\displaystyle \alpha }: {\displaystyle \alpha ^{2}=y\rightarrow \alpha ={\sqrt {y}},y>0} Por tanto, hemos hallado la solución para {\displaystyle \alpha }. Por tanto, reemplazando {\displaystyle \alpha } en el sistema anterior al reciente, obtenemos las soluciones {\displaystyle \beta } y {\displaystyle \gamma }: {\displaystyle 2\beta =r+y-{\frac {s}{\sqrt {y}}}\rightarrow \beta ={\frac {r+y-{\frac {s}{\sqrt {y}}}}{2}}} {\displaystyle 2\gamma =r+y+{\frac {s}{\sqrt {y}}}\rightarrow \gamma ={\frac {r+y+{\frac {s}{\sqrt {y}}}}{2}}} Reemplazamos los valores de {\displaystyle \alpha }, {\displaystyle \beta } y {\displaystyle \gamma } las dos ecuaciones cuadráticas: {\displaystyle (w^{2}+\alpha w+\beta )(w^{2}-\alpha w+\gamma )=0} {\displaystyle \left(w^{2}+{\sqrt {y}}w+{\frac {r+y-{\frac {s}{\sqrt {y}}}}{2}}\right)\left(w^{2}-{\sqrt {y}}w+{\frac {r+y+{\frac {s}{\sqrt {y}}}}{2}}\right)=0} Aplicamos la ley del producto nulo en ambos factores, esto los separa en dos ecuaciones cuadráticas distintas: {\displaystyle w^{2}+{\sqrt {y}}w+{\frac {r+y-{\frac {s}{\sqrt {y}}}}{2}}=0} {\displaystyle w^{2}-{\sqrt {y}}w+{\frac {r+y+{\frac {s}{\sqrt {y}}}}{2}}=0} Calculamos el discriminante de cada ecuación cuadrática: {\displaystyle \Delta _{a}=b^{2}-4ac=\left({\sqrt {y}}\right)^{2}-4(1)\left({\frac {r+y-{\frac {s}{\sqrt {y}}}}{2}}\right)=-y-2r+{\frac {2s}{\sqrt {y}}}} {\displaystyle \Delta _{b}=b^{2}-4ac=\left(-{\sqrt {y}}\right)^{2}-4(1)\left({\frac {r+y+{\frac {s}{\sqrt {y}}}}{2}}\right)=-y-2r-{\frac {2s}{\sqrt {y}}}} Resolvemos ambas ecuaciones por separado: {\displaystyle w_{1,2}={\frac {-b\pm {\sqrt {\Delta _{a}}}}{2a}}={\frac {-{\sqrt {y}}\pm {\sqrt {-y-2r+{\frac {2s}{\sqrt {y}}}}}}{2}}} {\displaystyle w_{3,4}={\frac {-b\pm {\sqrt {\Delta _{b}}}}{2a}}={\frac {{\sqrt {y}}\pm {\sqrt {-y-2r-{\frac {2s}{\sqrt {y}}}}}}{2}}} Entonces las soluciones de la ecuación cuártica reducida son: {\displaystyle w_{1}={\frac {{\sqrt {y}}+{\sqrt {-y-2r-{\frac {2s}{\sqrt {y}}}}}}{2}}} {\displaystyle w_{2}={\frac {{\sqrt {y}}-{\sqrt {-y-2r-{\frac {2s}{\sqrt {y}}}}}}{2}}} {\displaystyle w_{3}={\frac {-{\sqrt {y}}+{\sqrt {-y-2r+{\frac {2s}{\sqrt {y}}}}}}{2}}} {\displaystyle w_{4}={\frac {-{\sqrt {y}}-{\sqrt {-y-2r+{\frac {2s}{\sqrt {y}}}}}}{2}}} Y al mismo tiempo las soluciones de la ecuación original son: {\displaystyle x_{1}={\frac {{\sqrt {y}}+{\sqrt {-y-2r-{\frac {2s}{\sqrt {y}}}}}}{2}}-{\frac {b}{4a}}} {\displaystyle x_{2}={\frac {{\sqrt {y}}-{\sqrt {-y-2r-{\frac {2s}{\sqrt {y}}}}}}{2}}-{\frac {b}{4a}}} {\displaystyle x_{3}={\frac {-{\sqrt {y}}+{\sqrt {-y-2r+{\frac {2s}{\sqrt {y}}}}}}{2}}-{\frac {b}{4a}}} {\displaystyle x_{4}={\frac {-{\sqrt {y}}-{\sqrt {-y-2r+{\frac {2s}{\sqrt {y}}}}}}{2}}-{\frac {b}{4a}}} |